# Беннетт, Брайс (горнолыжник)
Брайс Беннетт (англ. Bryce Bennett; 14 июля 1992) — американский горнолыжник, специализировавшийся в скоростных дисциплинах. Призёр и победитель этапов Кубка мира, участник зимних Олимпийских игр 2018 и 2022 годов.

## Карьера
Трэвис Ганонг дебютировал в Кубке мира 1 декабря 2013 года на скоростном спуске в Лейк-Луизе, где он финишировал 64-м. Зимой 2014/15 годов Беннетт участвовал в десяти гонках Кубка мира, но ни разу не смог финишировать в зачете по очкам. Впервые он набрал очки на Кубке мира 4 декабря 2015 года, заняв 29-е место в скоростном спуске в Бивер-Крике. Две недели спустя, 19 декабря 2015 года, он неожиданно финишировал 6-м на этапе в Валь-Гардене. Еще один результат в топ-10 был достигнут 22 января 2016 года в комбинации в Китцбюэле. Зимой 2016/17 годов он также дважды попадал в топ-10.
В 2017 году принял участие в чемпионате мира, где в комбинации стал 11-м, а в скоростном спуске 26-м. 
На зимних Олимпийских играх в Южной Кореи вошёл в состав сборной США. Выступил в двух дисциплинах, став 16-м в скоростном спуске и 17-м в комбинации.
Принимал участие в чемпионатах мира 2019 и 2021 годов. На зимних Олимпийских играх в Пекине выступал в двух дисциплинах. В скоростном спуске занял 19-е место, а в супергиганте - 17-е. 
18 декабря 2021 года Беннетт выиграл свою первую гонку Кубка мира на скоростном спуске в Валь-Гардене. Два года спустя, 14 декабря 2023 года, он смог повторить этот результат. 

## Победы на этапах Кубка мира (2)
| № | Сезон   | Дата        | Место проведения | Дисциплина       |
| - | ------- | ----------- | ---------------- | ---------------- |
| 1 | 2021/22 | 18 дек 2021 | Валь-Гардена     | Скоростной спуск |
| 2 | 2023/24 | 14 дек 2023 | Валь-Гардена     | Скоростной спуск |